# Punta Rascià
La Punta Rascià è una montagna di 2344 m s.l.m. delle Alpi del Monginevro, nelle Alpi Cozie. È situata in Piemonte.

## Toponimo
Rascià nel dialetto locale significa raschiata, ed è probabilmente dovuto al fatto che la montagna nella parte alta si presenta quasi spoglia di vegetazione arborea. 

## Descrizione

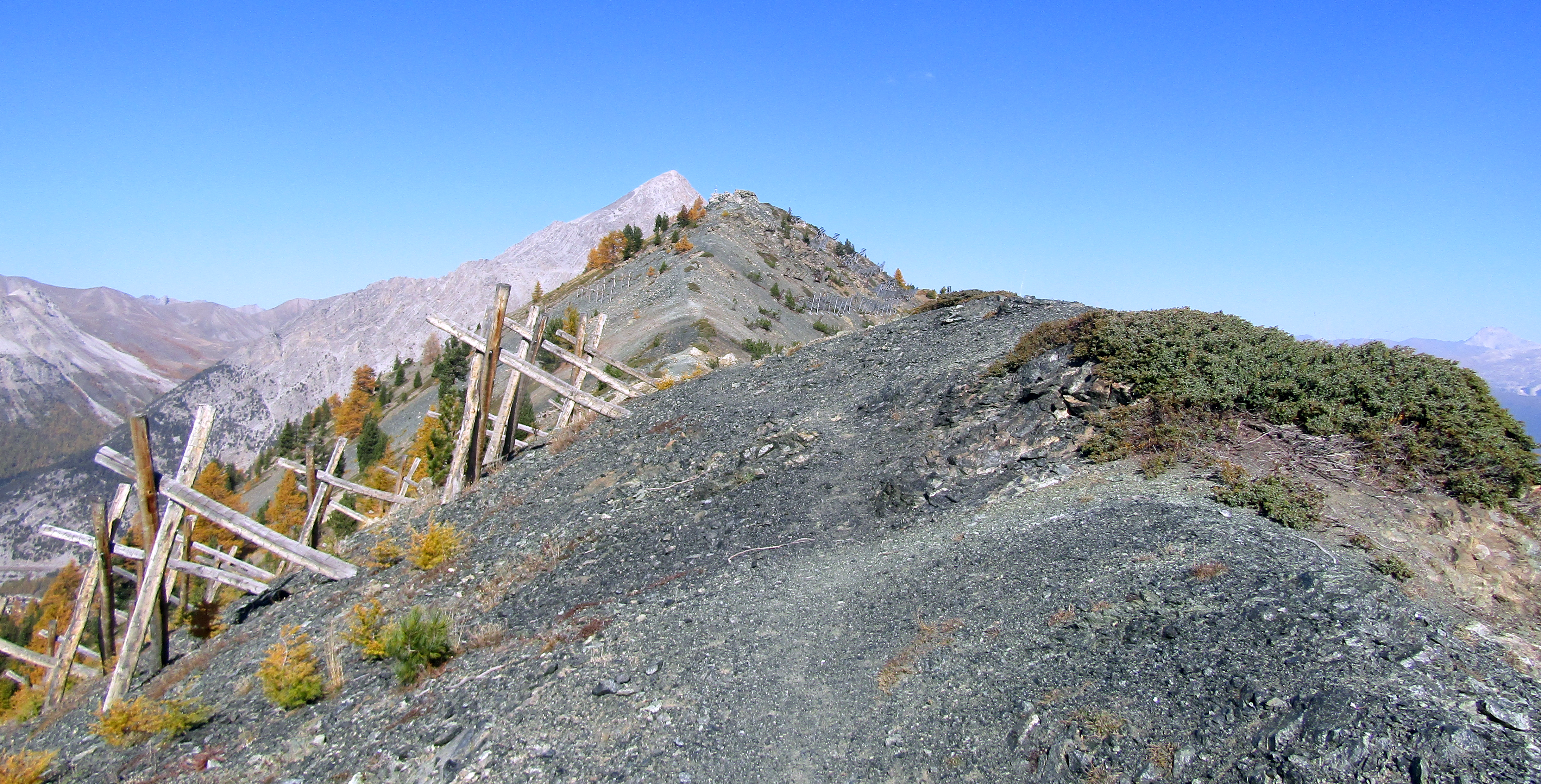
Protezioni anti-valanga in legno presso la cima

La Punta Rascià costituisce la principale elevazione del costolone che divide la conca di Sagnalonga (a est) dal Vallone Gimont (ovest). Il primo bacino è tributario del torrente Ripa, il secondo della Piccola Dora. Verso nord-ovest il Colletto della Coche (1914 m) la divide dalla Rocca Clarì, mentre il crinale continua a sud-est con il Colle Bercia (2200 m). Ad ovest della cima si trova il piccolo Lago Rascià, il cui emissario va a confluire nel rio Gimont nei pressi della Coche. Amministrativamente la Punta Rascià appartiene al comune di Cesana Torinese. I fianchi della montagna ospitano paravalanghe realizzati a protezione, in particolare, degli edifici di Sagnalonga. 

## Geologia
La zona attorno alla Punta Rascià è nota ai geologi per la presenza di variolite, una roccia effusiva simile al basalto, e di eufotide, che costituisce la parte sommitale del monte.

## Accesso alla vetta

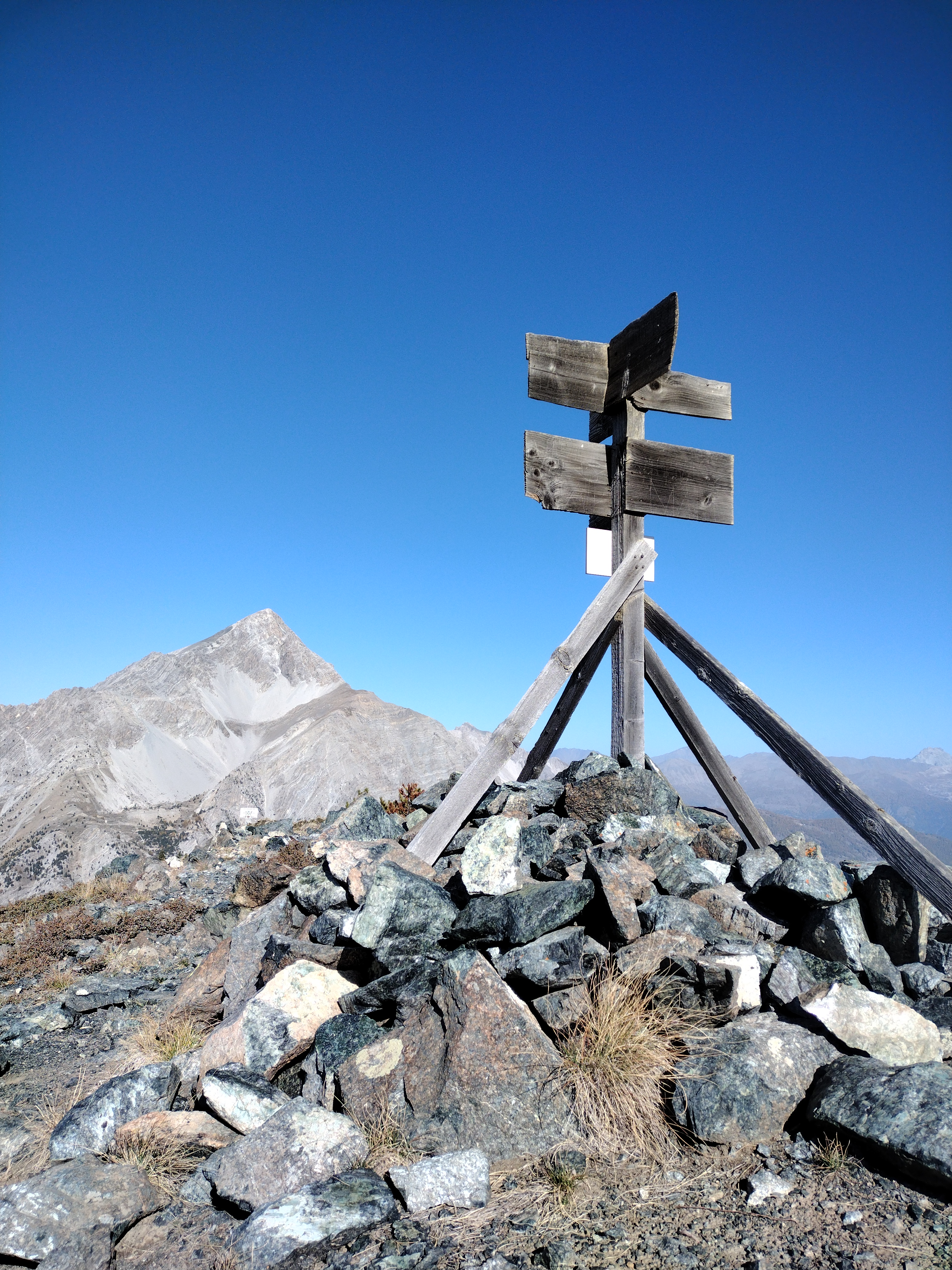
La cima della montagna, a sinistra lo Chaberton

### Salita estiva
La vetta è raggiungibile da nord-ovest a partire dal colletto della Coche, eventualmente seguendo la vecchia mulattiera militare di accesso alle fortificazioni, oggi in rovina, che vennero costruite in viarie zone della montagna. Anche la cresta sud-est è percorsa da un sentiero che permette di raggiungere la cima dal Colle Bercia. Si può anche salire dal Lago Rascià. 

### Salita invernale
La Punta Rascià è anche una meta per escursioni con le ciaspole. La punta offre un vasto panorama sulle montagne circostanti.

## Bibliografia

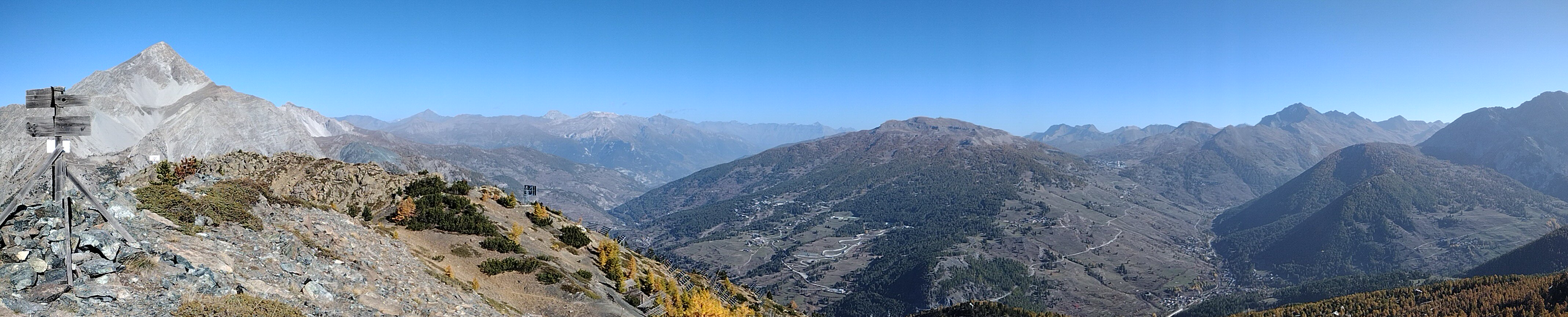
Vista verso nord-est
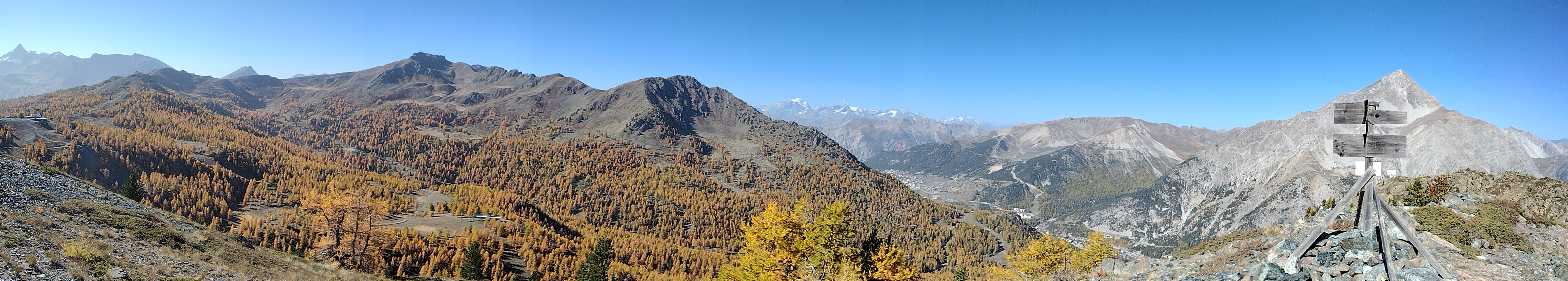
Vista verso ovest